# Дом Анненковых
Дом Анненковых (Анненковой) — жилой дом, построенный в 1776 году для генерал-губернатора Сибири И. В. Якоби, перешедший затем его дочери А. И. Анненковой. В этом доме прошло детство и юность декабриста И. А. Анненкова. Позднее здание стало доходным, здесь размещались гостиницы, рестораны и кафе, которые посещали многие известные деятели культуры и искусства. Дом Анненковых имел официальный статус памятника архитектуры. Снесён при реконструкции Петровки в 1946 году.

## История
В середине XVIII века этим участком владел майор С. А. Шепелёв, затем его сын, а после него поручик А. А. Шереметев. В 1776 году для генерал-губернатора Сибири И. В. Якоби на углу с Петровкой был построен большой дом с классической полуротондой, к которой с двух сторон примыкали два симметричных трёхэтажных корпуса. По предположению искусствоведа И. Э. Грабаря, автором здания являлся русский зодчий В. И. Баженов. В 1786 году дом достался в приданое дочери Якоби Анне Ивановне, вышедшей замуж за отставного капитана А. Н. Анненкова. В 1792 году к дому вдоль Петровки было пристроено двухэтажное строение.
После смерти мужа в 1803 году А. И. Анненкова владела домом единолично. За баснословное богатство Анненкову прозвали «королевой Голконды» В этом доме прошли детские и юношеские годы её сына, декабриста, члена Южного общества И. А. Анненкова. Быт семьи Анненковых описан в воспоминаниях жены декабриста француженки Полины Гёбль (в замужестве Прасковья Егоровна Анненкова):
Мне, как иностранке, казалось, что я попала в сказочный мир. Дом был громадный, в нём жило до 150 человек, составлявших свиту Анны Ивановны. Парадных комнат было без конца, но Анна Ивановна никогда почти не выходила из своих апартаментов.

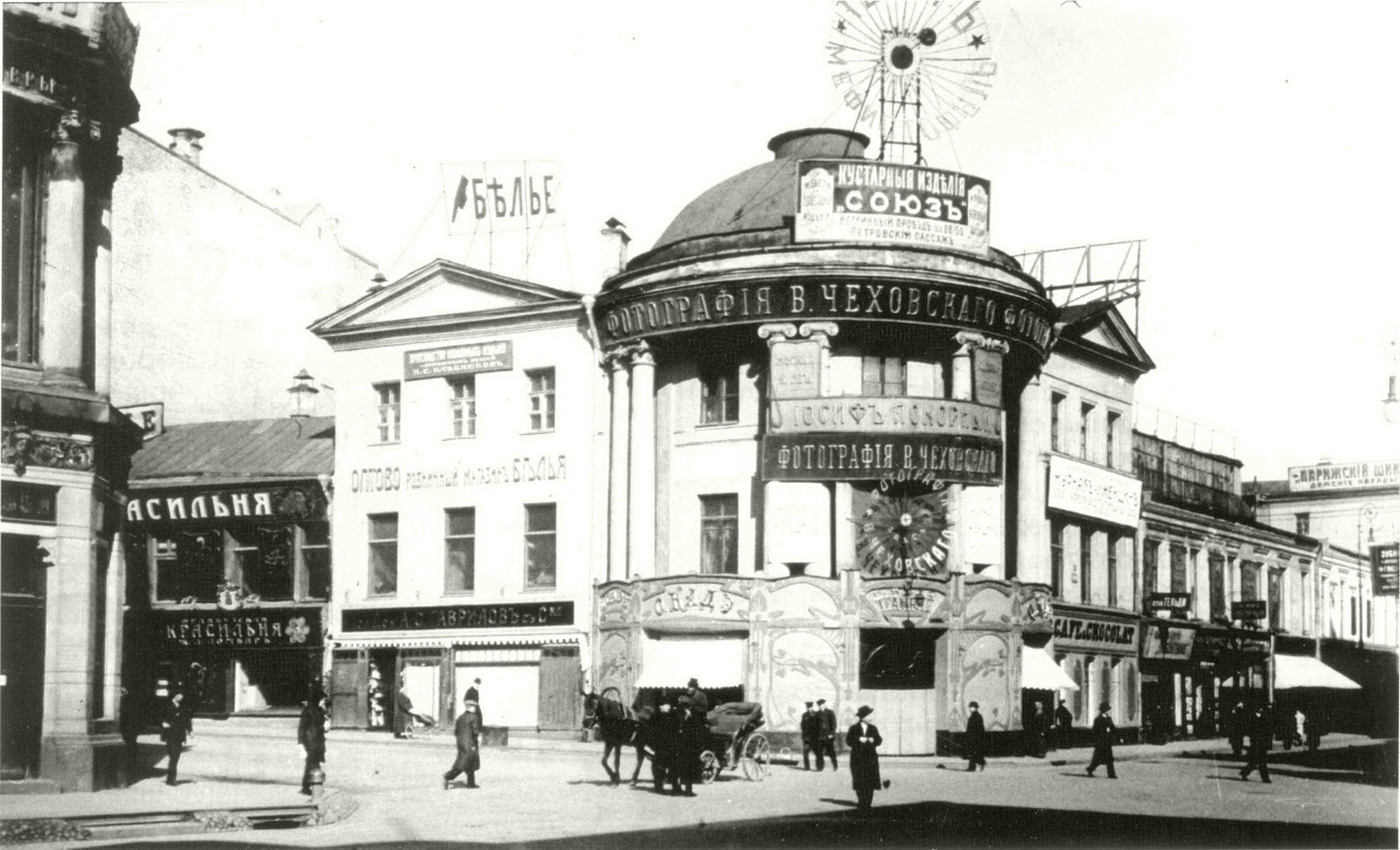
Дом Анненковых, нач. XX в.

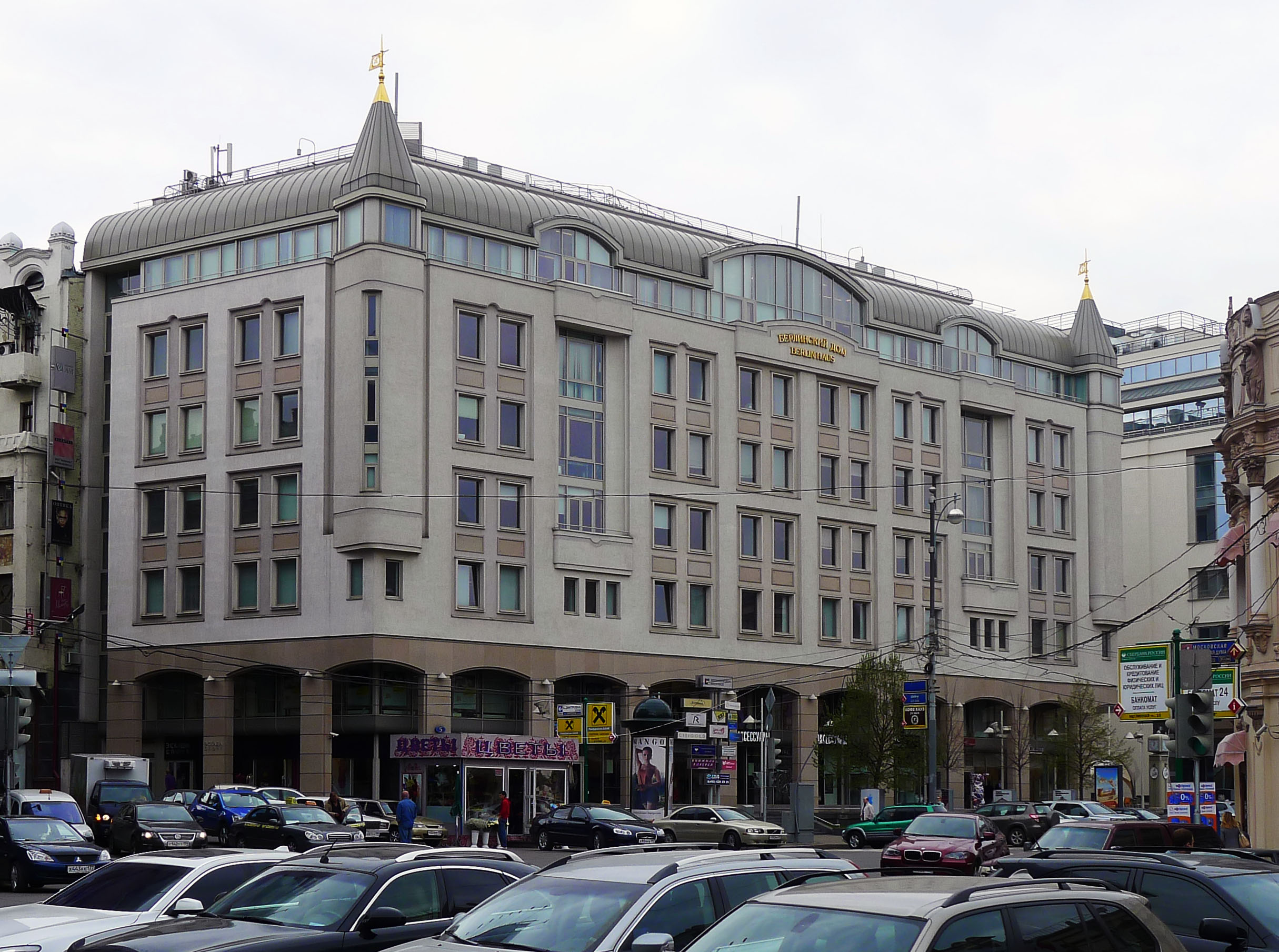
«Берлинский дом»

История отношений И. Анненкова и П. Гёбль положена в основу романа А. Дюма «Учитель фехтования», оперы Ю. Шапорина «Декабристы» и вошла сюжетной линией в фильмы А. В. Ивановского «Декабристы» (1926) и В. Мотыля «Звезда пленительного счастья». Дом принадлежал Анненковым до 1837 года, когда был продан Михалковым, которые владели им вплоть до революции 1917 года. В 1820-х — 1830-х годах в доме размещалась известная «Книжная лавка с библиотекой для чтения Урбена» (позднее — Монигетти), которую часто посещал А. С. Пушкин. В конце 1830-х годов дом был перестроен под гостиницу француза Транкиля Ярда (Яра), получившую название «Франция», а затем «Тонини», в которой останавливались писатели И. С. Тургенев, Н. А. Некрасов, М. Е. Салтыков-Щедрин, декабристы С. П. Трубецкой и Н. И. Тургенев. Во второй половине XIX века в доме размещались: «Парижский галантерейный магазин Торбека», книжный магазин М. О. Вольфа, «Библиотека для чтения Я. Л. Попера», редакция журнала «Родина», магазин цветов Фомина. В разные годы здесь также работали фотоателье М. М. Панова, В. Г. Чеховского, Д. И. Песчанского, Н. И. Свищева, М. С. Наппельбаума. В ателье Наппельбаума были сделаны многие ставшие впоследствии известными фотопортреты — Блока, Есенина, Ахматовой, Шаляпина, Ленина. Здесь же находились кинотеатр «Мефистофель» и популярное кафе-кондитерская «Трамбле», славившееся своими мармеладами из различных фруктов. После революции в помещениях бывшей кондитерской открылось кафе поэтов «Музыкальная табакерка», где читали свои произведения Маяковский, Есенин, Шершеневич, Бурлюк, пел Вертинский. В 1925 году в здании разместилась редакция «Большой советской энциклопедии», возглавляемая О. Ю. Шмидтом. С 1943 года в доме жил музыковед и композитор Б. В. Асафьев.
Несмотря на официальный статус архитектурного памятника, дом был разрушен при реконструкции Петровки в 1946 году, а на его месте по проекту ландшафтного архитектора М. П. Коржева был разбит сквер, где в течение четырёх десятилетий находилась летняя веранда кафе «Дружба». В 2002 году на углу с Петровкой был возведён офисно-торговый «Берлинский Дом», решение о строительстве которого было принято Мэром Москвы Ю. М. Лужковым и бургомистром Берлина. Над разработкой архитектурного проекта здания работал авторский коллектив под руководством Ю. П. Григорьева, И. К. Бартошевича и К. Д. Кребса. Фасад дома имеет симметричную композицию с двумя акцентированными входами и окаймляющей здание галереей. Здание венчает мансарда с арочными остеклёнными элементами, а угловые эркеры оформлены башенками. По мнению архитектурного критика Н. С. Малинина, «Берлинский дом» нарушает сложившийся масштаб застройки улицы и входит в список десяти «самых уродливых» зданий, построенных в Москве в конце 1990-х — начале 2000-х годов.